# Aseptis curvata
Aseptis curvata är en fjärilsart som beskrevs av Augustus Radcliffe Grote 1874. Aseptis curvata ingår i släktet Aseptis och familjen nattflyn. Inga underarter finns listade i Catalogue of Life.